# Борохул
Борохул, Борагул-нойон (монг. Борохул?, ᠪᠦᠷᠭᠦᠳ?; ? — 1217) — монгольский полководец, один из девяноста пяти нойонов-тысячников и девяти нукеров Чингисхана.

## Биография

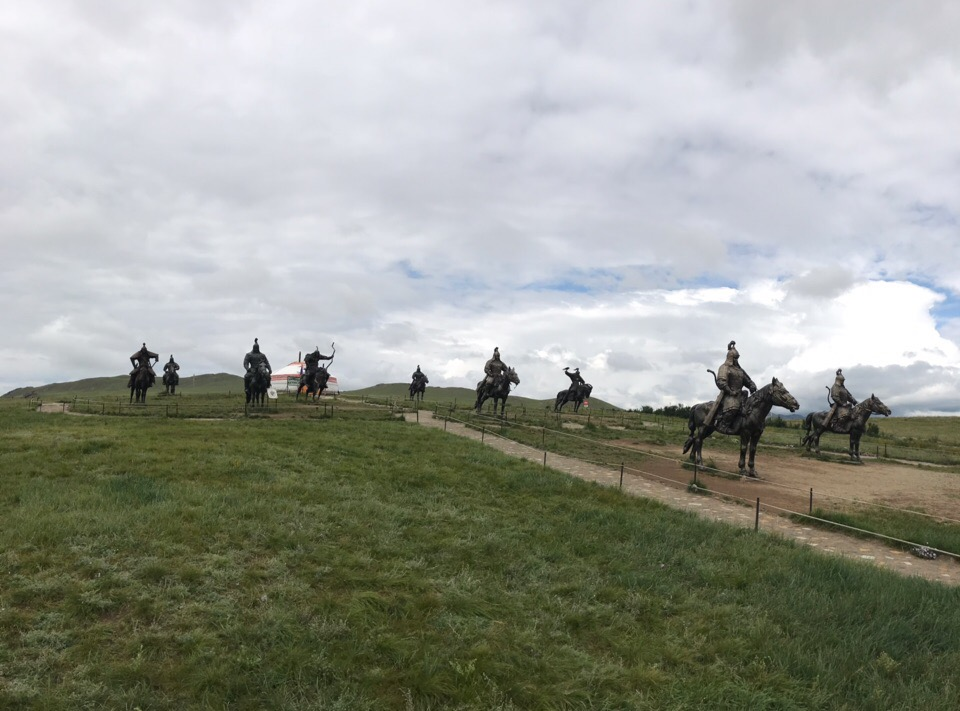
Борохул в числе девяти нукеров. Комплекс скульптур возле статуи Чингисхана в Цонжин-Болдоге

### Происхождение и ранние годы
Согласно «Сборнику Летописей», Борохул происходил из рода Ушин (Хушин). После разгрома джуркинов около 1197 года его, бывшего ещё ребёнком, обнаружил в одном из кочевий и принёс к Чингисхану сын джалаирского нойона Тергету-Баяна Джэбэхэ. Мальчик был усыновлён и воспитан матерью Чингиса Оэлун-эке. Помимо Борохула, Оэлун воспитывала ещё трёх приёмных детей: Кучу из племени меркитов, Кокочу из бэсутов и Шиги-Хутуху из татар.

### На службе у Чингисхана
По Рашид ад-Дину, на службе у Чингисхана Борохул сначала был букаулом и баурчи (стольником), позже стал телохранителем — кешикту. Вместе с Боорчу, Мухали и Чилауном Борохул входил в число «четырёх героев» — богатырей-кулюков Чингисхана, которые командовали четырьмя первоначальными отрядами гвардии-кешика. 
Вместе с другими нукерами Чингисхана — Боорчу, Мухали и Чилауном — Борохул отличился в сражении с найманами, произошедшем около 1198—1199 года. Когда Чингисхан, Джамуха и Ван-хан общими силами напали на Буюрук-хана и разбили его войско у озера Кызыл-Баш, по возвращении домой путь загородил отряд во главе найманского военачальника Кокэсу-Сабраха; бой было решено провести утром, но ночью Ван-хан и Джамуха скрылись, оставив Чингисхана одного в надежде, что найманы покончат с ним. К утру Чингисхан узнал об этом и отступил, не вступая в бой. Найманы же стали преследовать не Чингисхана, а Ван-хана. В очевидности гибели Ван-хан направил гонцов к Чингисхану с просьбой о помощи. Прибывшие нукеры Чингисхана спасли войска кереитов от поражения и помогли вернуть захваченных найманами людей и имущество Ван-хана.
Во время сражения с кереитами при Харахалджит-элетах в 1203 году Борохул спас жизнь сыну Чингисхана Угэдэю, раненному в шею стрелой. Борохул высосал из раны кровь и благополучно довёз Угедэя до ставки.
Осенью 1204 года Чингисхан выступил против меркитов Тохтоа-беки. В пути монгольское войско наткнулось на одно из меркитских племён — уваз-меркит, покорившееся монголам без боя; однако как только Чингисхан ушёл, уваз-меркиты восстали и разграбили монгольские обозы. Остававшиеся при обозах люди Чингисхана вступили в битву с меркитами, и отобрав награбленное, обратили их в бегство; для подавления восставших Чингисхан отправил войско во главе Борохула и Чимбая.
На курултае 1206 года Борохул был пожалован Чингисханом в нойоны-тысячники. Разделив страну на два «крыла», во главе правого Чингисхан поставил Боорчу; Борохул был назначен его заместителем (суткусун).

### Гибель Борохула
В 1217 году Борохул был послан с войском для усмирения восставших хори-туматов. Достигнув туматской земли, Борохул с несколькими людьми пошёл впереди своего войска. Пробираясь через лес, он попал в устроенную туматами засаду и был убит.
Рашид ад-Дин описывает гибель Борохула несколько иначе: согласно «Сборнику летописей», Борохул погиб не в засаде, устроенной туматами, а с битве с ними, когда был отправлен взамен Наяа-нойона.
После покорения туматских племён посланный Чингисханом Дорбо-Догшин отдал сотню пленных туматов семье Борохула в качестве возмещения за его гибель.

## Семья и потомки
Супруга Борохула Алтани считается спасительницей сына Чингисхана Толуя. Когда татарин Харгил-Шира, обманом пробравшись в юрту Оэлун, попытался зарезать ребёнка, Алтани подняла крик; прибежавшие на него Джэдэй и Джэлмэ убили Харгил-Ширу. По предположению Джека Уэзерфорда, Алтани могла быть внучкой или приёмной дочерью Оэлун. 
Согласно Рашид ад-Дину, сын Борохула Джубукур-Кубилай во времена правления Угэдэя командовал тысячей отца. Дочь Борохула Баяуджин-хатун (Ушчин) была одной из жён великого хана Хубилая и родила ему сыновей Аячи и Тогона. 
Согласно «Алтан Тобчи», потомками Борохула являются чидагутские табунанги (тавнан), проживающие в Унгшине (Ушин-Ци) во Внутренней Монголии.